# Gebhard von Trotha
Gebhard Anton Otto von Trotha (* 11. Mai 1871 in Hecklingen; † 9. Dezember 1933 in Gießen) war ein deutscher Verwaltungsbeamter.

## Leben
Gebhard von Trotha stammte aus dem Uradelsgeschlecht Trotha. Sein Vater war der herzoglich Anhalt-Köthenscher Kammerherr und preußischer Leutnant Friedrich Wolf von Trotha, seine Mutter war Walpurgis von Krosigk. Gebhard von Trotha blieb unverheiratet.
Er erhielt zunächst Privatunterricht und besuchte dann 1883 bis 1887 das Gymnasium in Bernburg und 1887 bis 1889 die Klosterschule Roßleben. Am 2. April 1889 legte er dort das Abitur ab und hatte dann einen halbjährlichen Aufenthalt in der französischsprachigen Schweiz. 1889 bis 1894 studierte er Rechts- und Staatswissenschaften an der Georg-August-Universität Göttingen in Berlin und in Halle. 1890 wurde er Mitglied des Corps Saxonia Göttingen. Am 10. Dezember 1894 bestand er das Referendarsexamen (Wiederholungsprüfung, „ausreichend“). Als Gerichtsreferendar war er am Amtsgericht Tangermünde, Landgericht Halberstedt und der Staatsanwaltschaft Halle tätig. Ab dem 1. August 1898 war er als Regierungsreferendar bei der Regierung Magdeburg. Am 19. Oktober 1901 bestand er das Zweite Staatsexamen („ausreichend“). Danach war er im Landratsamt Franzburg und der Regierung Liegnitz tätig. 1908 wurde er zum Landrat des Untertaunuskreises ernannt.
Am Ersten Weltkrieg nahm von Trotha zunächst im Frontdienst als Reserveoffizier im 2. Garde-Regiment teil. Von Mai 1915 bis Kriegsende war er bei der Militärverwaltung Litauen eingesetzt.
Während des Ruhrkampfes wurde von Trotha 1923 als Landrat des Untertaunuskreises von Frankreich ausgewiesen. Nachdem er eine vorübergehend Tätigkeit beim Oberpräsidium Kassel übernommen hatte, wurde er 1925 zum Landrat des Kreises der Eder ernannt, wo er bis zu seinem Tod im Amt blieb. Er starb 1933 an den Spätfolgen einer schweren Kriegsverwundung.